# Pinterest
Pinterest er et socialt netværk med fokus på deling af fotos. Brugeren deler og kommenterer fotos, der ligger inden for dennes interesse, og skaber således en social identitet via sine interesser, som inddeles i forskellige boards. Brugerne kan vælge at følge hinanden på kryds og tværs, og man kan nøjes med kun at følge de boards hos en anden bruger, der har ens interesse. Synes en bruger tilstrækkeligt godt om et foto, som denne møder på sin vej, kan funktionen ’repinning’ benyttes. Dernæst indsættes billedet på et board efter eget ønske, og brugerens followers (andre brugere, der følger den pågældende bruger) vil blive præsenteret for det ved næste login.